# Michael Whatley

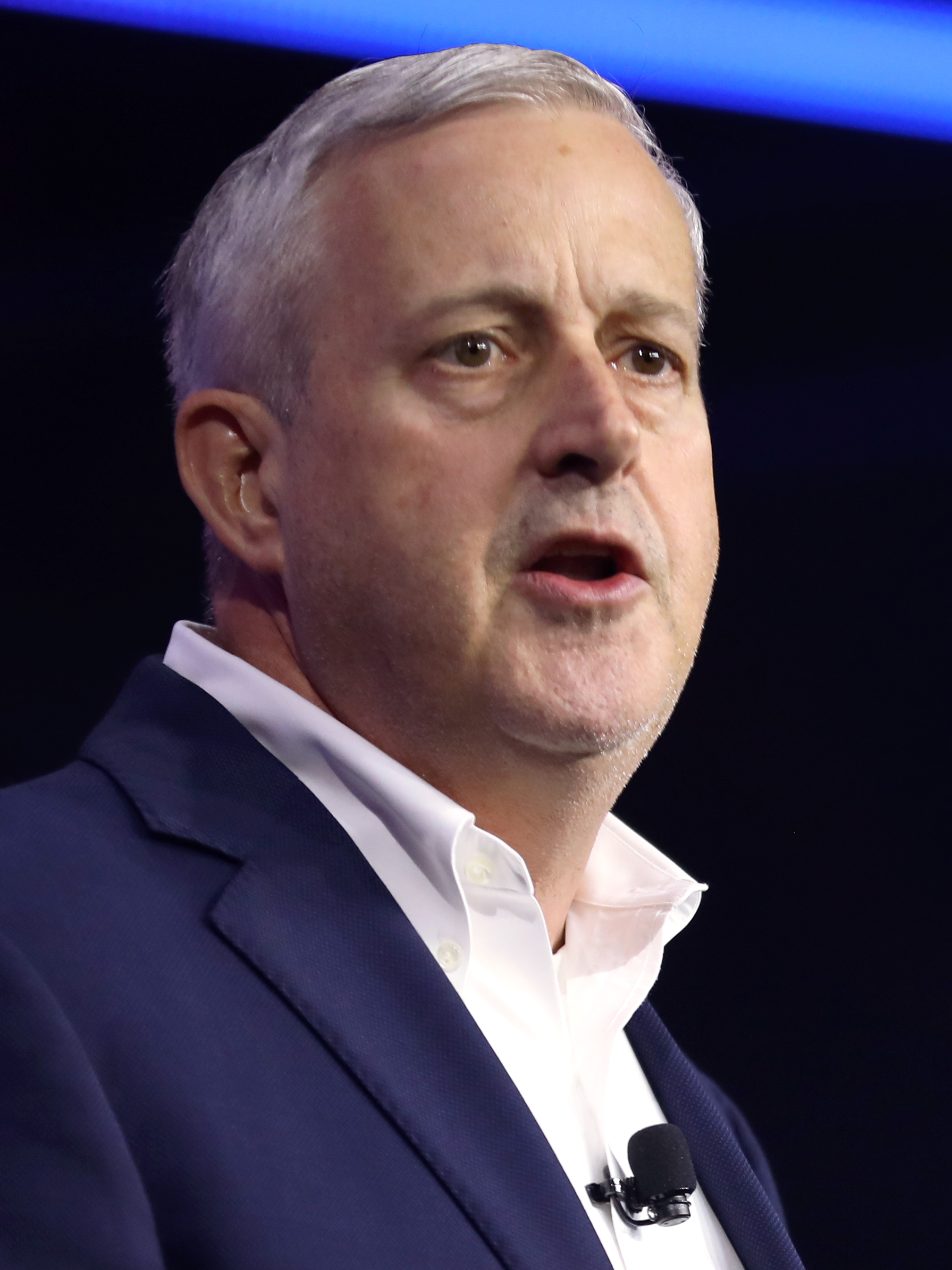
Michael Whatley (2024)

Michael Whatley ist ein US-amerikanischer Politiker der Republikanischen Partei. Seit dem 8. März 2024 ist er der Vorsitzende des Republican National Committee (RNC) und war zuvor der Vorsitzende der Republikaner seines Heimatstaates North Carolina.

## Leben

### Ausbildung
Michael Whatley stammt aus dem Watauga County in North Carolina und besuchte die Watauga High School in Boone. Er studierte zunächst Geschichte an der University of North Carolina in Charlotte und erlangte dann einen Master in Religion an der Wake Forest University. 
Er studierte anschließend Rechtswissenschaft und Theologie an der University of Notre Dame (Indiana).

### Karriere
Whatley engagierte sich 1984 im Wahlkampfteam von Jesse Helms; damals war er noch Schüler einer High School.
Whatley war 2000 als Berater im Wahlkampf 2000 von George W. Bush und Dick Cheney tätig, einschließlich der Nachzählung in Florida. 
Bush wurde US-Präsident und Whatley war dann in leitender Funktion im Energieministerium der Vereinigten Staaten tätig. 
Whatley arbeitete zwei Jahre für Senatorin Elizabeth Dole und machte sich dann als Lobbyist in Öl- und Energiefragen selbstständig. Whatley arbeitete hierbei an der Interessenvertretung von Fracking und Keystone XL.
2019 wurde er zum Parteivorsitzenden in North Carolina gewählt.
Nach der Präsidentschaftswahl 2020 war er im Electoral College Wahlmann für Trump. 
Nach der Wahlniederlage Trumps 2020 behauptete Whatley, es hätte Wahlfälschungen gegeben. Er trat unter Hinweis auf den Rechtsstreit um die Wahl in Florida 2000 für gerichtliche Angriffe auf die Wahlergebnisse ein. 
Er war als Vorsitzender im Bundesstaat maßgeblich daran beteiligt, dass Trump 2020 in North Carolina gewann und daran, dass Senator Ted Budd 2023 gewählt wurde.
Er wurde am 8. März 2024 nach dem Rücktritt von Ronna McDaniel zum RNC-Vorsitzenden gewählt. Als Co-Vorsitzende wurde ihm Lara Trump zur Seite gestellt. 
Kurz nach seinem Amtsantritt wurden zahlreiche Mitarbeiter entlassen. Ein Zusammenschluss mit der Wahlkampfkampagne von Donald Trump wurde angestrebt. 
Bewerber für Neueinstellungen nach der Entlassungswelle wurden gefragt, ob sie a die Big Lie glauben.
Im Juli 2025 wurde bekannt, dass Michael Whatley sich bei der Senatswahl 2026 mit der Unterstützung Von Donald Trump um die Nachfolge von Thom Tillis als Senator für North Carolina bewerbe, nachdem Lara Trump verzichtete. Am 31. Juli gab er seine Bewerbung öffentlich bekannt, nachdem der voraussichtliche Kandidat der Demokraten Roy Cooper bereits erhebliche Spenden einwarb. Präsident Trump unterstützte Joe Gruters aus Florida als Wheatley’s Nachfolger als Parteichef.